# Marco Marcato

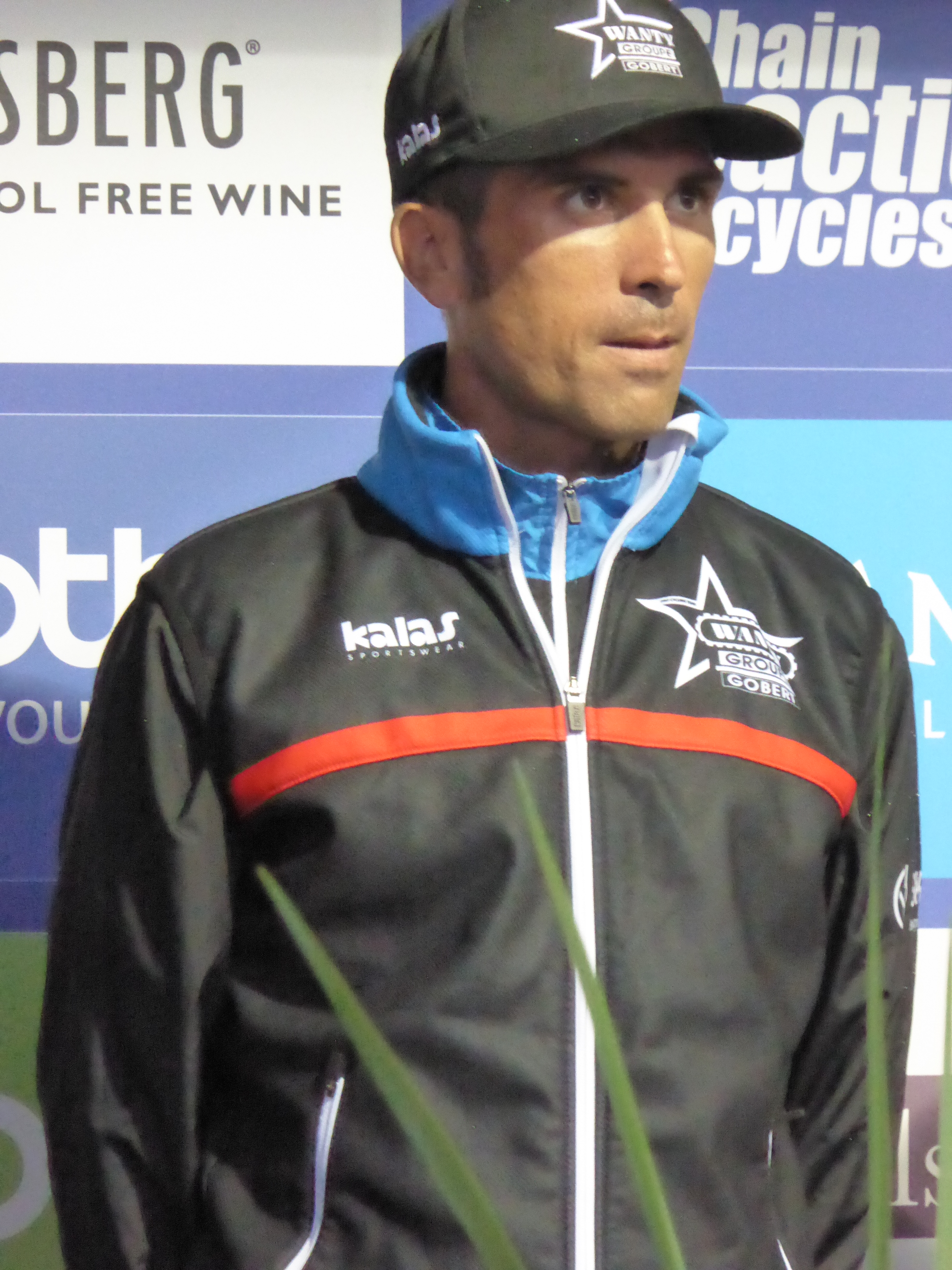
Marco Marcato

Marco Marcato, född 11 februari 1984 i San Donà di Piave, är en professionell italiensk tävlingscyklist. Han blev professionell 2005 med Androni Giocattoli-3C Casalinghi och han tävlade med dem fram till slutet av 2006. Marcato valde sedan att fortsätta sin karriär i Team LPR innan han började tävla för Cycle Collstrop 2008. Han tävlar sedan säsongen 2009 för Vacansoleil Pro Cycling Team.
Marcato som blev professionell under säsongen 2005 tog sin första professionella etappseger samma år när han vann etapp 2 av Slovenien runt.
Under säsongen 2007 vann Marco Marcato etapp 5 av Tour of Ireland och under säsongen 2008 slutade han trea på etapp 3 av Tour de la Région Wallonne efter Greg Van Avermaet och Jussi Veikkanen.
Marco Marcato slutade trea på etapp 4 av Luxemburg runt under säsongen 2009, en placering som han också tog i slutställningen. Under tävlingen slutade han också på fjärde plats på etapperna 2 och 3. Tidigare under säsongen slutade italienaren på fjärde plats på Paris-Camembert bakom Jimmy Casper, Romain Feillu och Aleksandr Jefimkin. I juni slutade han trea på etapp 4 av Route du Sud bakom Johan Mombaerts och Nicolas Jalabert. Marco Marcato slutade på tredje plats bakom Edvald Boasson Hagen och Alessandro Ballan på etapp 6 av Polen runt. Marcato slutade på tredje plats på etapp 11 av Vuelta a España 2009 bakom Tyler Farrar och Philippe Gilbert.

## Meriter

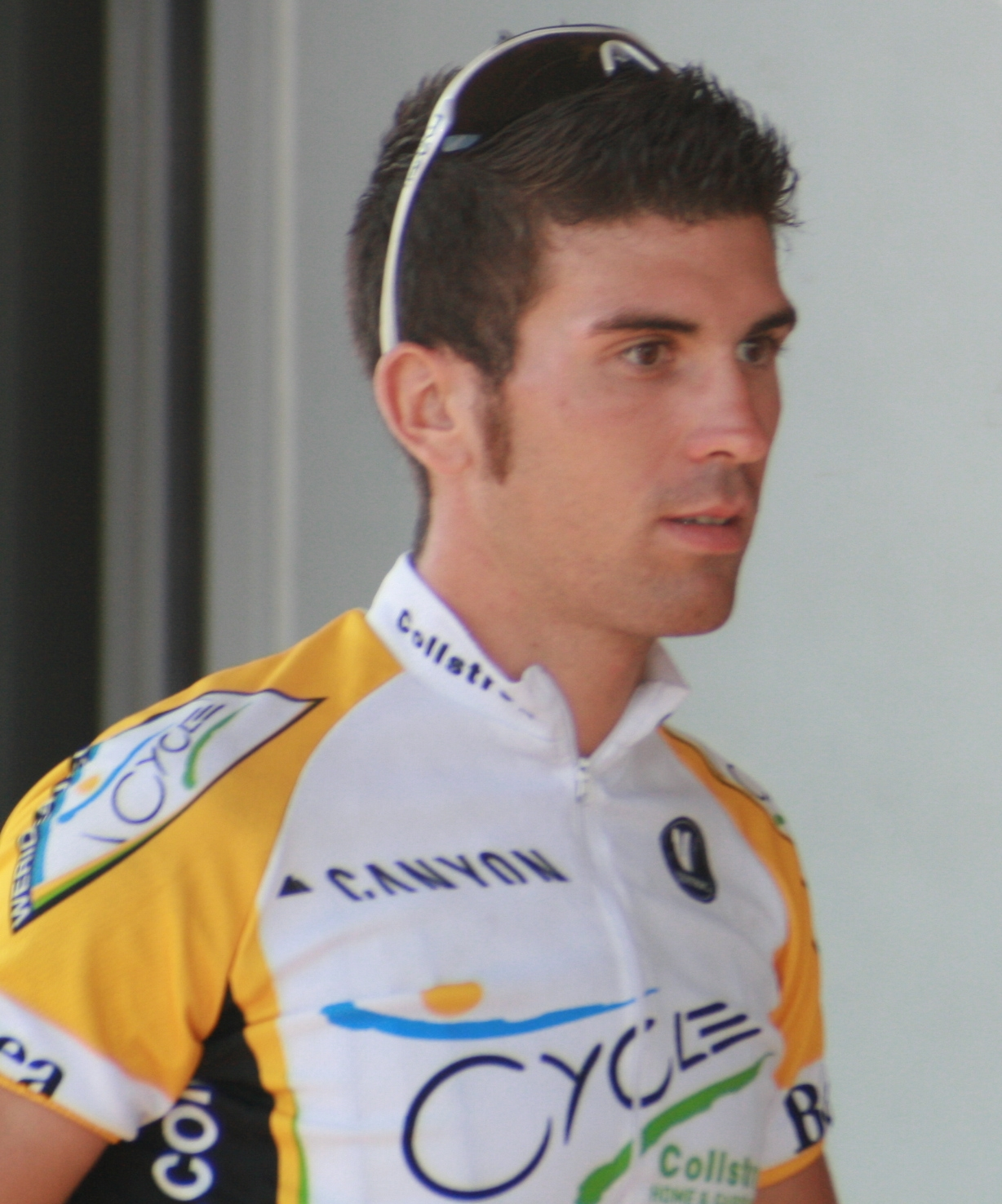
Marco Marcato under Eneco Tour 2008.

2005
1:a, etapp 2, Slovenien runt
2006
1:a, etapp 4, Vuelta Chihuahua Internacional
2:a, Caonada, cykelcross
2:a, etapp 2, Vuelta Chihuahua Internacional
2:a, Trebaseleghe, cykelcross
3.a, etapp 4, Giro del Trentino
3:a, GP Industria & Commercio di Prato
2007
1:a, etapp 5, Tour of Ireland
2:a, GP Pino Cerami
2:a, Giro della Romagna
2008
3:a, etapp 3, Tour de la Région Wallonne
2009
3:a, Luxemburg runt
3:a, etapp 4, Luxemburg runt
3:a, etapp 4, Route du Sud
3:a, etapp 6, Polen runt
- 3:a, etapp 11, Vuelta a España 2009

## Stall
- 2005-2006 Androni Giocattoli-3C Casalinghi
- 2007 Team LPR
- 2008 Cycle Collstrop
- 2009 Vacansoleil Pro Cycling Team